# Nipponomarolia kobensis
Nipponomarolia kobensis là một loài bọ cánh cứng trong họ Melandryidae. Loài này được Miyatake miêu tả khoa học năm 1982.